# Stratosphere Las Vegas
Stratosphere Las Vegas (doslova Stratosféra Las Vegas) je hotel, kasino a vyhlídková věž v největším městě Nevady (USA), Las Vegas. Byla postavena v letech 1994–1996. Po dokončení v roce 1996 a otevření týž rok 30. dubna byla nejvyšší věží v USA a tento titul si drží dodnes. Když byla dokončena, byla také 12. nejvyšší na světě a dnes je 16. nejvyšší.
Věž je vysoká 350,22 metru a je druhou nejvyšší stavbou v Nevadě (po vysílači Entravision Communications Corporation s výškou 426,7 m). Anténa je vysoká 69,5 metru a její nejnižší bod je ve výšce 280,72 metru. 14 metrů pod ní (266,09 m) se nachází vyhlídka. Ve výši 253,59 metra se nachází restaurace. Na vyhlídku vedou 4 výtahy.

## Atrakce
Ve výšce 329 metru se nachází Big Shot (doslova Velká střela), která je nejvýše položenou pouťovou atrakcí na světě. Insanity (doslova Šílenství) se nachází ve výšce 270 metrů. O 9 metrů níže se nachází SkyJump Las Vegas. O 3 metry výše se nachází 3. nejvyšší pouťová atrakce na světě – X-Scream. Ve výšce 277 metrů se nacházela High Roller zavřená v roce 2005, která byla vyměněna za Insanity.

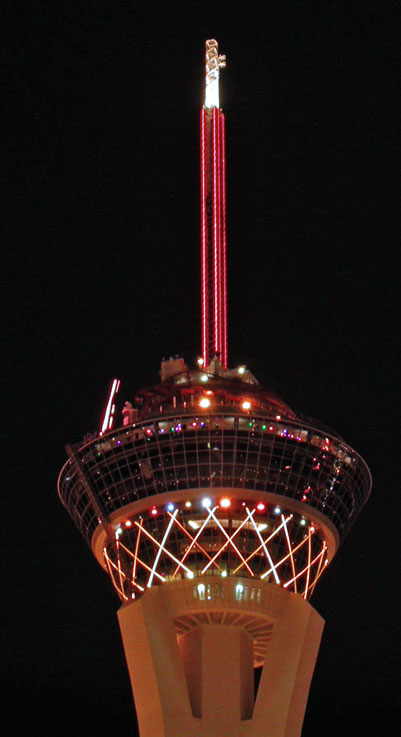
Big Shot
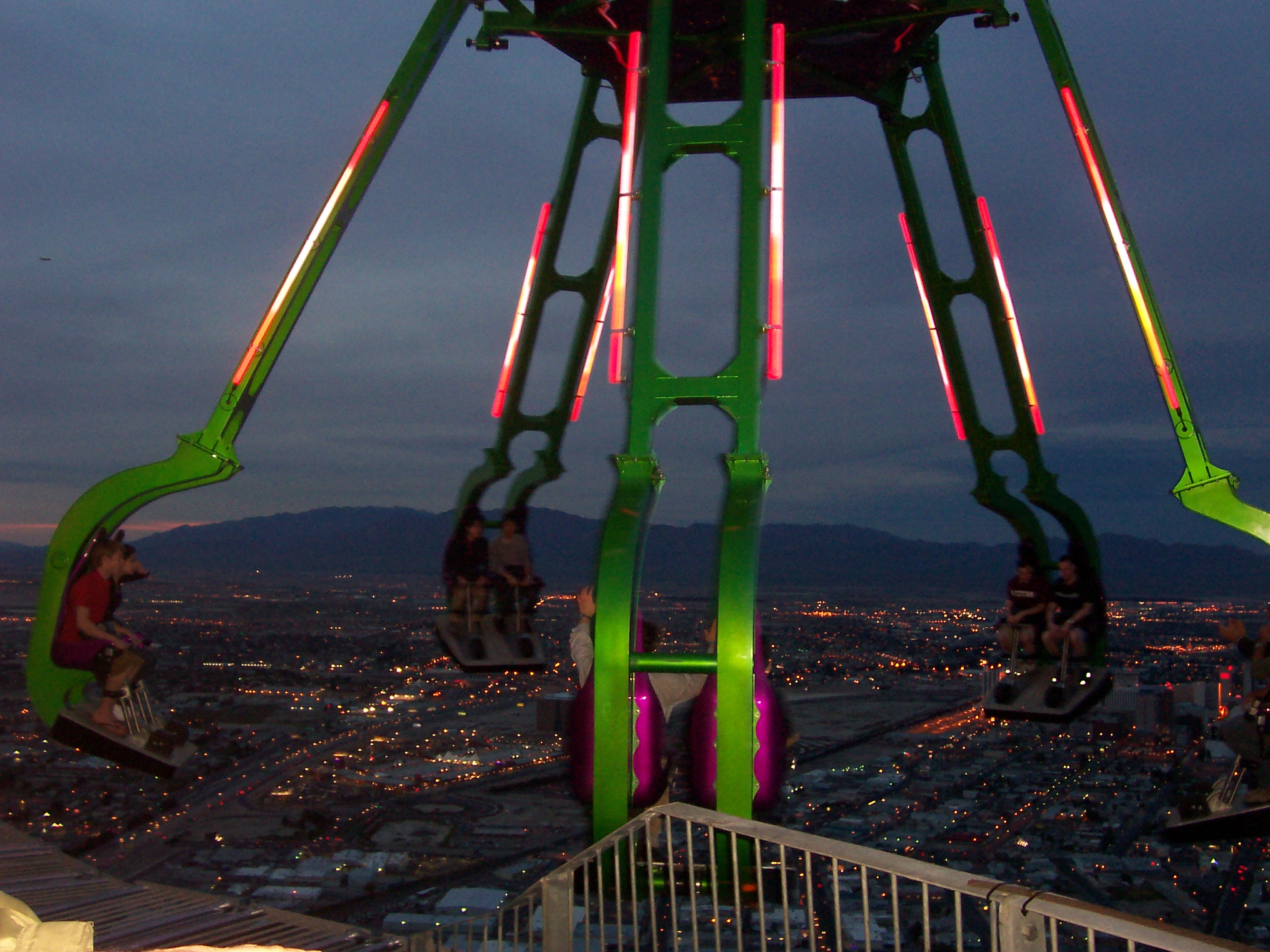
Insanity
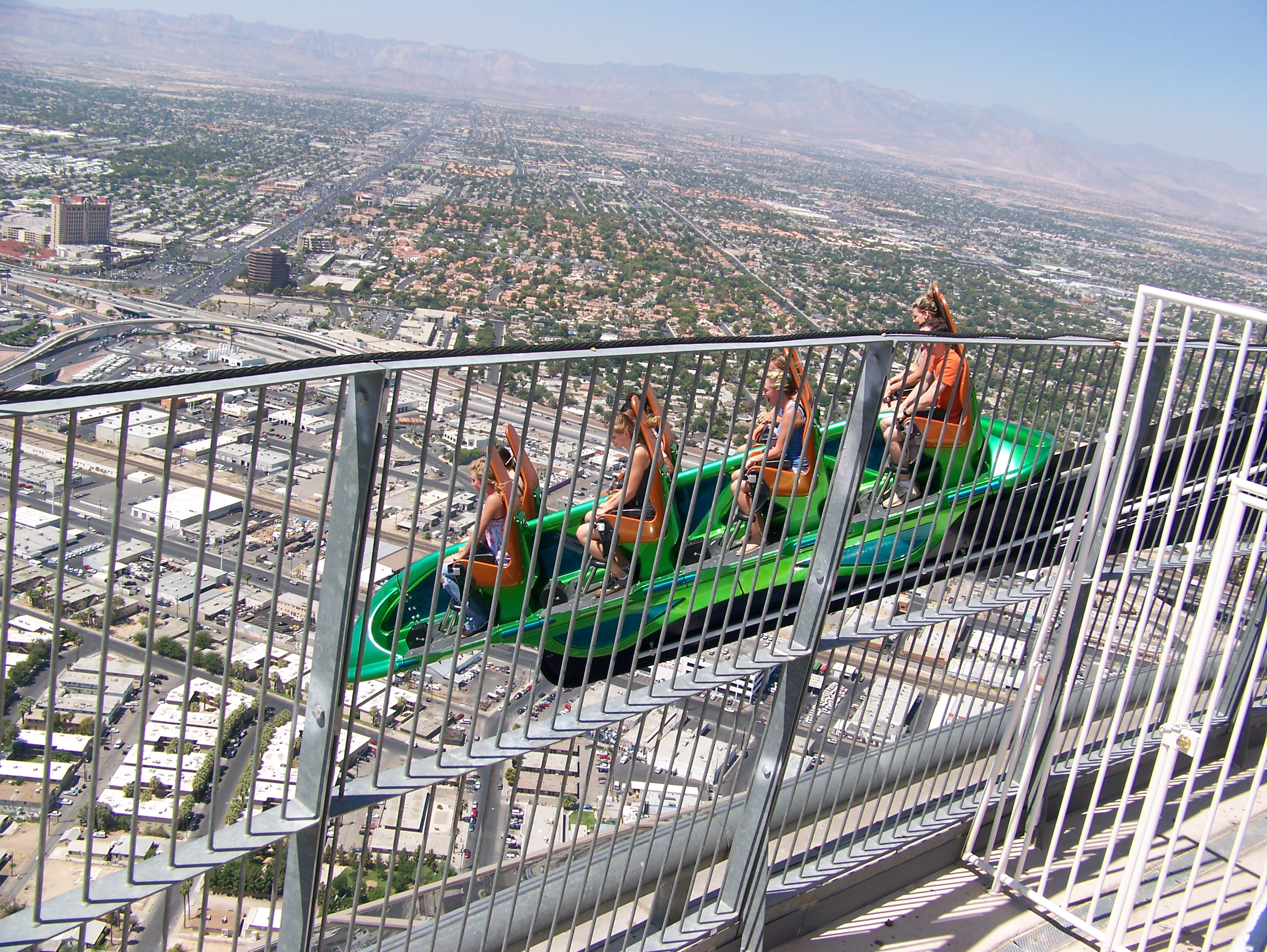
X-Scream
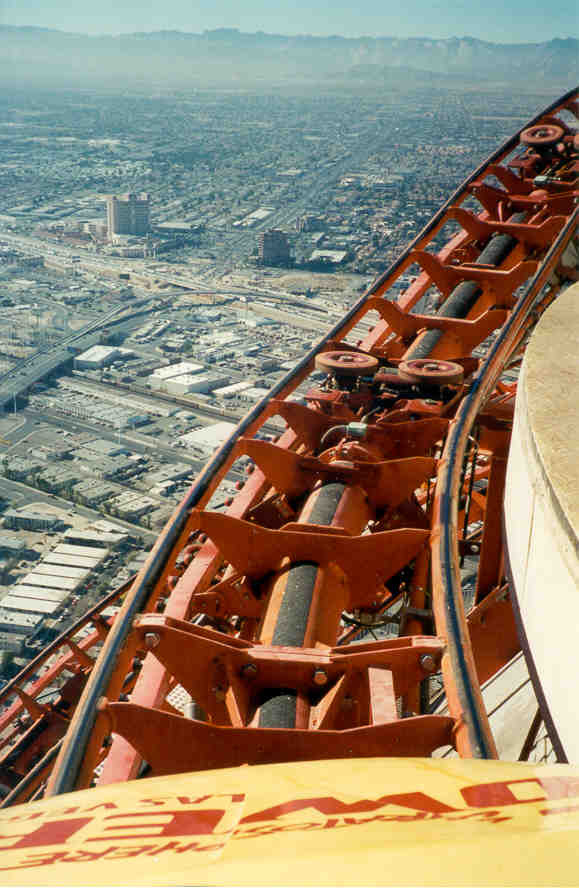
High Roller

Při vstupu do věže se nachází obchod.

## Hotel a kasino
Věž je vlastně součástí hotelu a kasina Stratosphere. Hotel má 24 pater a 2 427 bytů. V roce 2001 se renovoval, čímž přibyla 2. budova s 1000 byty. Kasino se rozprostírá na rozloze 7 400 m².

## V populární kultuře
- V roce 1998 se ve Stratosphere natáčel díl seriálu Chicago Hope.[2]
- V roce 1999 byly ve Stratosphere natáčeny scény pro televizní soutěž Real World/Road Rules Challenge 2000, v nichž soutěžící skákali bungee jumping z věže Stratosphere.[3][4][5]
- V roce 1999 byl Stratosphere také použit pro natáčení televizního seriálu The Strip.[3]
- Kasino a věž jsou uvedeny ve filmu Domino z roku 2005, ve kterém majitele okradou o 10 milionů dolarů a vrchol věže je poškozen výbuchem.[6]
- Věž inspirovala lokaci/mapu Vertigo Spire ve videohře Tom Clancy's Rainbow Six: Vegas z roku 2006.[7]
- Věž byla uvedena v epizodě "Sin City Meltdown" seriálu Life After People z roku 2009. 300 let po lidech je věž jednou z posledních rozpoznatelných věcí v Las Vegas, ale zemětřesení ji nakonec zničí.
- Smrt 16letého Las Vegasského teenagera Leviho Presleyho sebevraždou z vyhlídkové plošiny se stala základem pro esej "What Happens There" Johna D'Agaty z roku 2010 pro časopis The Believer a později pro práci D'Agaty a Jima Fingala The Lifespan of a Fact.[8]
- Lucky 38, fiktivní věžové kasino, které se objevuje ve videohře Fallout: New Vegas z roku 2010, částečně připomíná Stratosphere.[9][10]
- Herci Michael Douglas a Mary Steenburgen se svezli na atrakci X-Scream, aby natočili scénu pro film Last Vegas z roku 2013.[11]
- V roce 2013 byla věž uvedena v 24. epizodě třetí sezóny izraelské edice reality show The Amazing Race jako součást úkolu Roadblock, kde soutěžící museli skočit z věže na SkyJump.[12]
- V televizním seriálu Dominion z roku 2014 Syfy žil archanděl Michael ve vyhlídkové věži Stratosphere.[13]
- Repliku věže lze nalézt v závodním simulátoru The Crew z roku 2014, v severní části Las Vegas.[14]
- Hotel, kasino a věž byly uvedeny na začátku filmu Sharknado: The 4th Awakens z roku 2016.[15][16]
- V roce 2023 se ve Stratosphere natáčel akční komediální film The Family Plan.[17][18]
- V květnu 2023 Tyler Toney ze skupiny YouTube Dude Perfect stanovil světový rekord v nejvyšším hodu basketbalem z vyhlídkové věže Stratosphere, který byl 261 metrů nad obručí.[19]

## Galerie

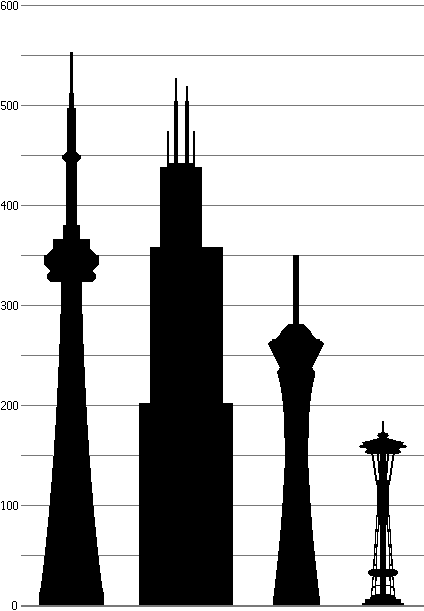
Porovnání: CN Tower (Toronto), Willis Tower (Chicago), Stratosphere Tower (Las Vegas) a Space Needle (Seattle)
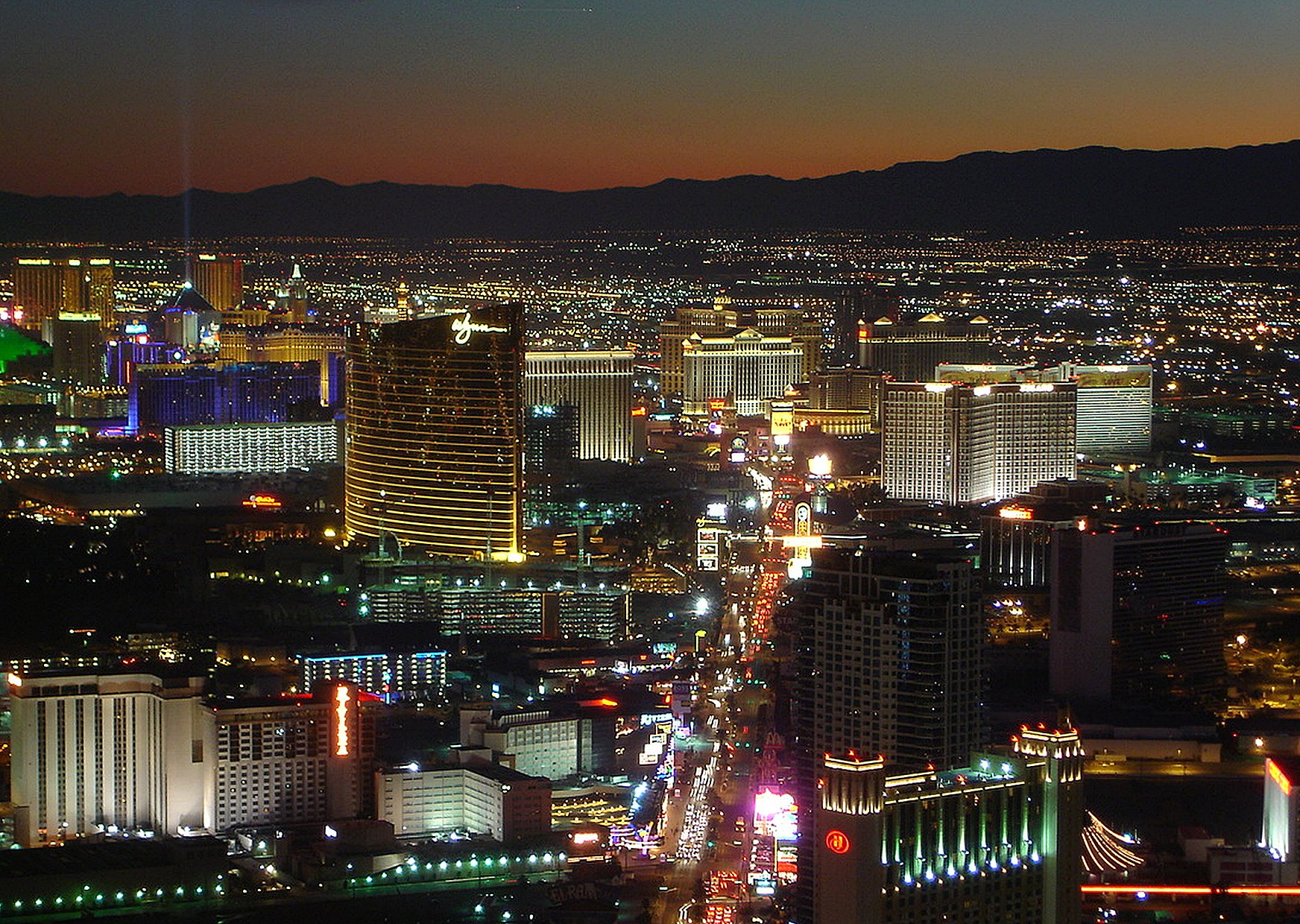
Pohled na Las Vegas